# 庙河水库
庙河水库是中国湖北省黄冈市黄州区境内的一座水库，位于巴水水系溢流河支流上，建于1959年。水库正常库容为800万立方米，集雨面积为12平方千米，海拔为71.1米。